# 阿爾弗雷德·考爾斯
阿爾弗雷德·考爾斯三世（英語：Alfred Cowles III，1891年9月15日—1984年12月28日），美國經濟學家、企業家，為考爾斯委員會的創建者。

## 生平
其祖父老阿爾弗雷德·考爾斯（Alfred Cowles, Sr.）為芝加哥論壇報的創建者。其父小阿爾弗雷德·考爾斯（Alfred Cowles, Jr.）繼續經營芝加哥論壇報。
考爾斯在1913年畢業於耶魯大學，在學校期間，他是骷髏會的成員之一。
為了使經濟學更加科學，他認為應該使用更多的數學與統計學方式來進行研究。1932年，他因此出資創辦了考爾斯經濟學研究委員會。